# Gymnocalycium eurypleurum
Gymnocalycium eurypleurum ist eine Pflanzenart in der Gattung Gymnocalycium aus der Familie der Kakteengewächse (Cactaceae).

## Beschreibung
Gymnocalycium eurypleurum wächst einzeln mit trüb olivgrünen bis bräunlichen, abgeflacht kugelförmigen Trieben, die Durchmesser von 7 bis 12 Zentimeter erreichen. Die sieben bis zwölf niedrigen Rippen sind etwas gehöckert. Die ein bis zwei Mitteldornen, die meist fehlen, ähneln den Randdornen. Die vier bis sieben pfriemlichen, geraden bis wenig gebogenen, braunen Randdornen weisen eine Länge von 1 bis 3 Zentimeter auf.
Die weißen, rosafarben überhauchten Blüten sind bis zu 3 Zentimeter lang. Die weißlichen bis purpurfarbenen Früchte sind tönnchenförmig und erreichen einen Durchmesser von bis zu 2 Zentimeter.

## Verbreitung, Systematik und Gefährdung
Gymnocalycium eurypleurum ist im Norden von Paraguay im Halbschatten der Trockenwälder der Provinz Alto Paraguay in Höhenlagen von 100 bis 600 Metern verbreitet.
Die Erstbeschreibung durch Friedrich Ritter wurde 1979 veröffentlicht.
In der Roten Liste gefährdeter Arten der IUCN wird die Art als „Least Concern (LC)“, d. h. als nicht gefährdet geführt.

## Nachweise